# Cold Skin - La creatura di Atlantide
Cold Skin - La creatura di Atlantide (Cold Skin) é un film franco-spagnolo del 2017 diretto da Xavier Gens.

## Trama
Un giovane di nome Friend arriva su un'isola per accettare l'incarico di osservatore meteorologico e si ritrova a difendere insieme ad un uomo di nome Gruner il faro dalle creature mortali che vivono sulle coste.